# Sozialgericht Nürnberg

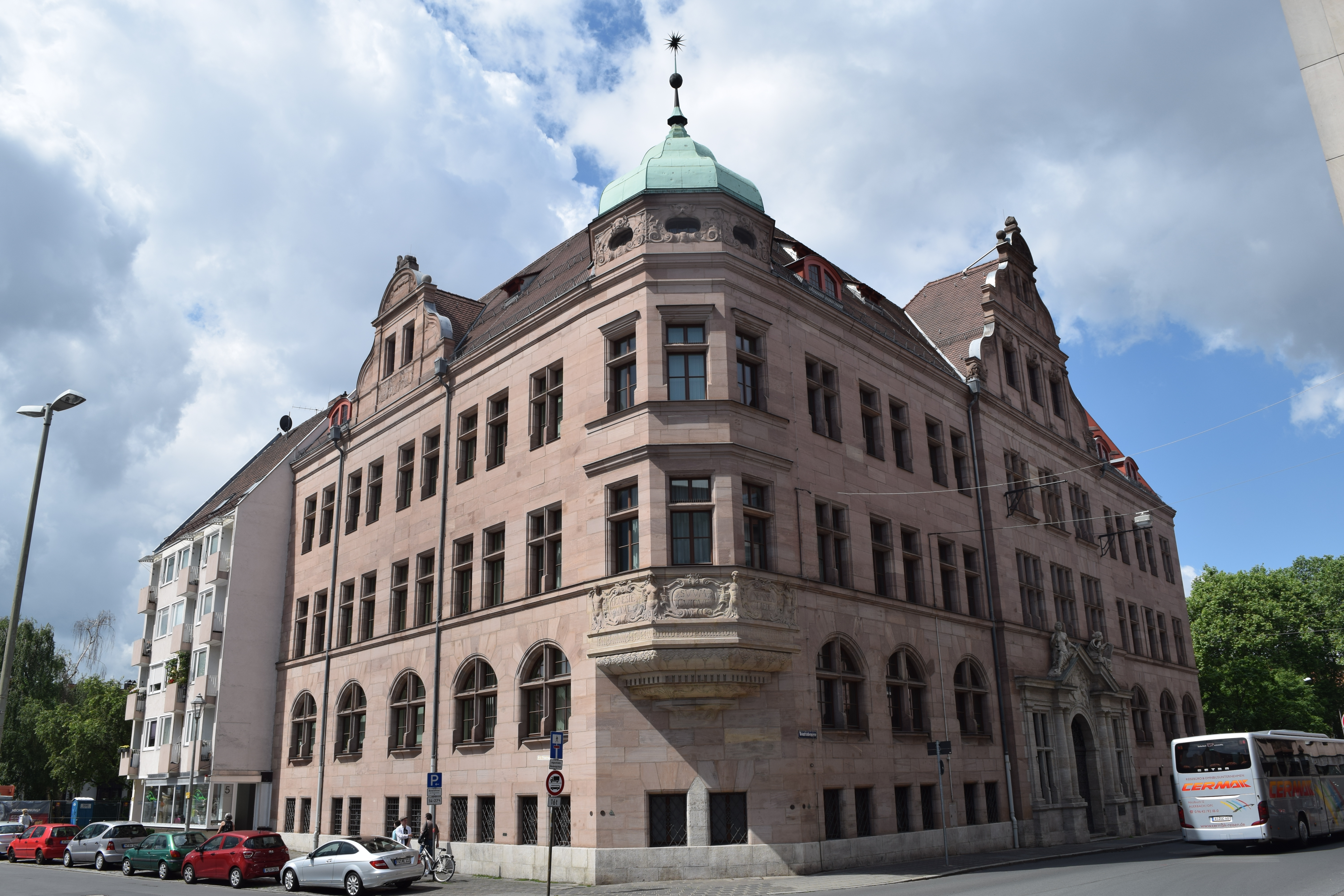
Ansicht von der Ecke Karlstraße/Augustinerstraße im Nordosten

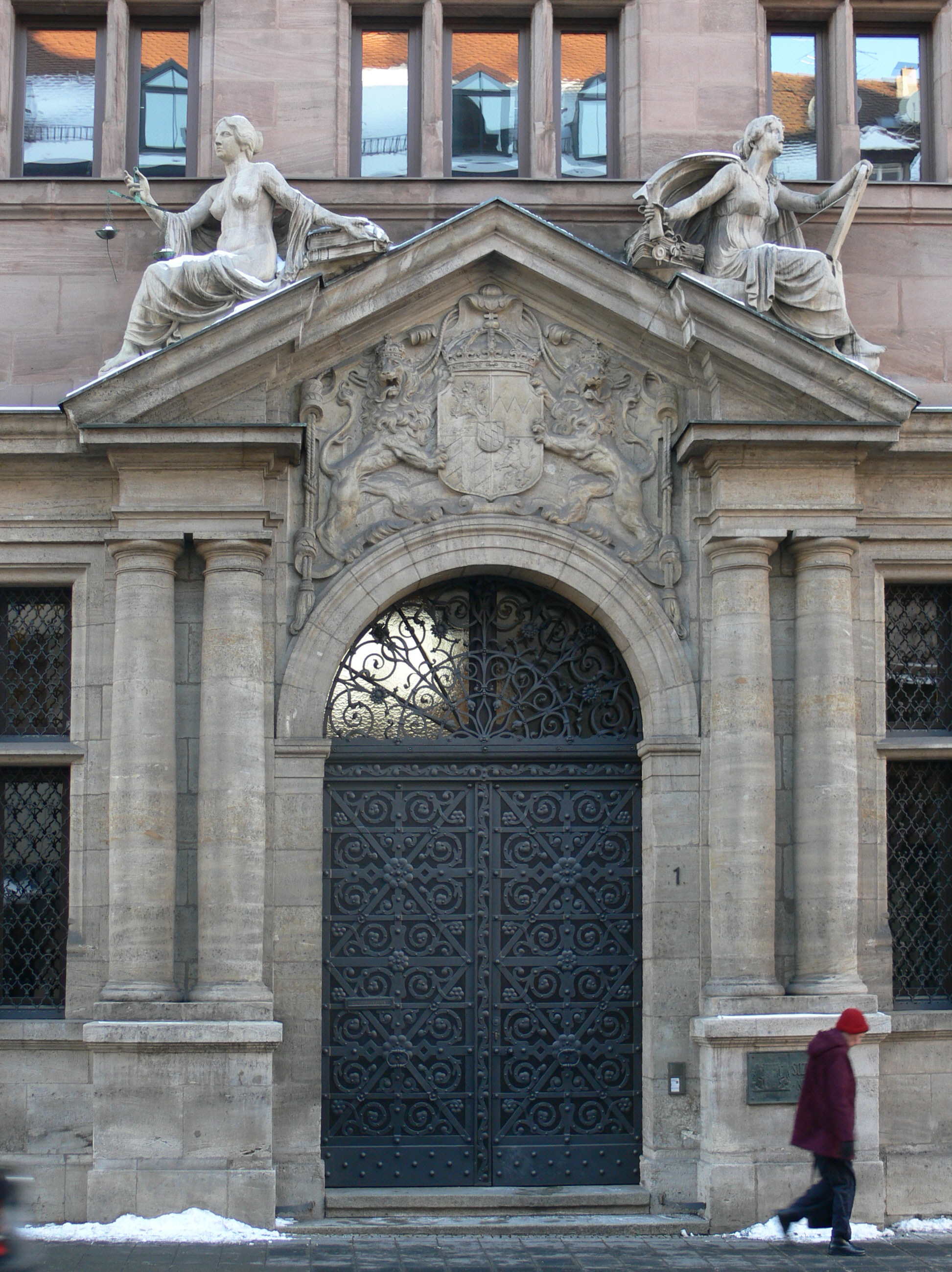
Hauptportal des Gerichtsgebäudes in der Weintraubengasse in Nürnberg

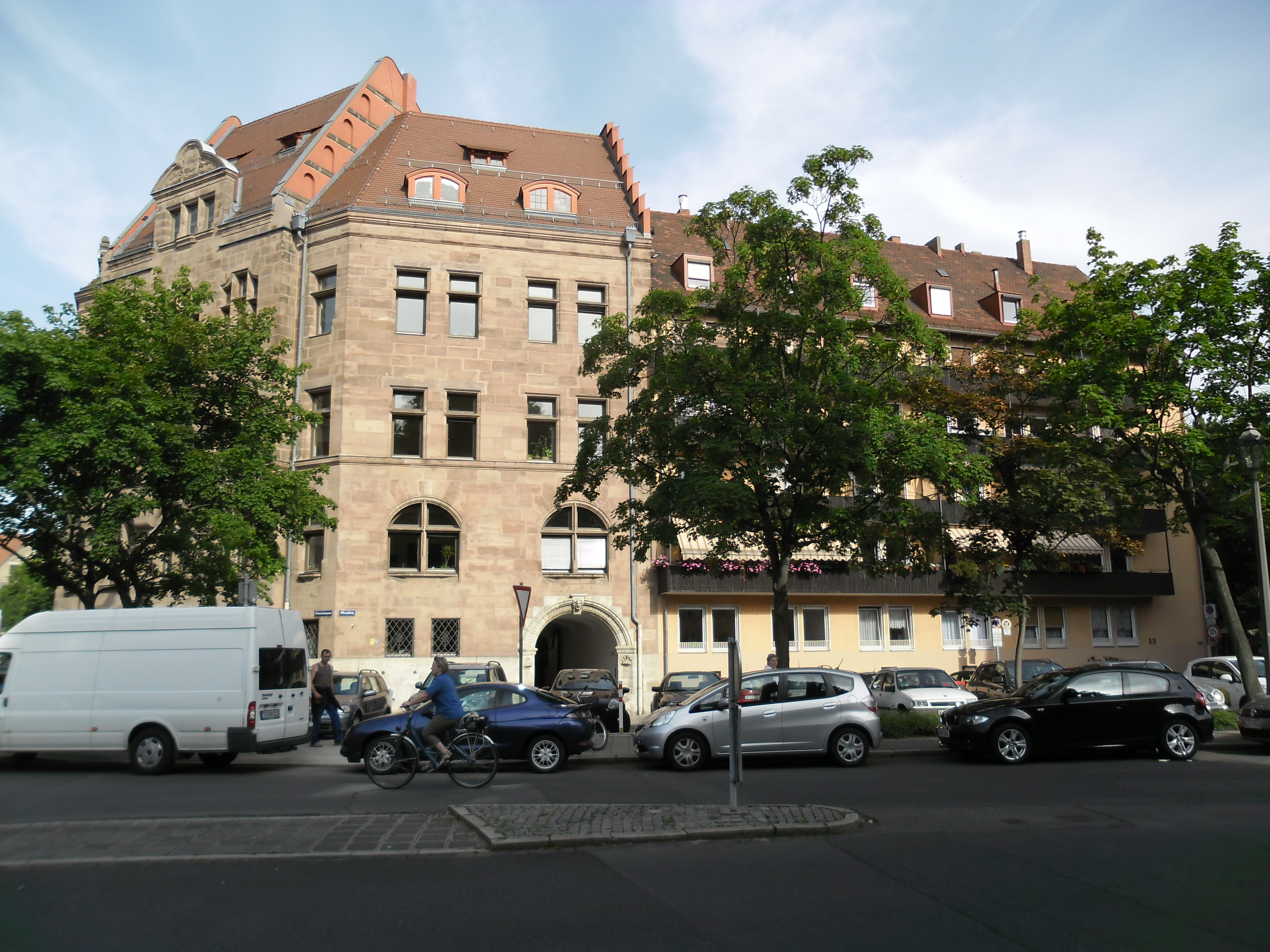
Blick aus westlicher Richtung vom Maxplatz her

Das Sozialgericht Nürnberg ist ein Gericht der bayerischen Sozialgerichtsbarkeit.

## Gerichtsorganisation
Der Gerichtsbezirk des Sozialgerichts Nürnberg ist der Regierungsbezirk Mittelfranken. Erstinstanzlich ist es für die Verfahren in seinem Gerichtsbezirk zuständig. Für Angelegenheiten der Zulassung von Ärzten zur vertragsärztlichen Versorgung ist das Sozialgericht Nürnberg ebenfalls zuständig für die Gerichtsbezirke der Sozialgerichte Bayreuth und Würzburg. Das Gericht besteht seit dem 1. November 2021 aus 24 Kammern. Gerichtsleiterin ist Präsidentin Irmgard Kellendorfer.

## Gebäude
Das Sozialgericht hat seinen Sitz in der Weintraubengasse 1 in der Sebalder Altstadt in Nürnberg. Das Gebäude wurde um 1899 nach einem Entwurf des Architekten und Nürnberger Bauamtmanns Georg Joseph Förster (1853–1910) auf dem Gelände des früheren Zachariasbades errichtet. Der Außenbau und das Entrée sind in einer Kombination aus Formen der Neorenaissance, die an die Deutsche Renaissance des 16. Jahrhunderts angelehnt sind, und Ornamenten des Jugendstils gestaltet, das Treppenhaus ist in einer Art Neo-Nachgotik gestaltet. In dem seit dem 28. Juni 1985 denkmalgeschützten Bauwerk finden seit 2008 auch Stadt(ver)führungen statt.